# Infamie
L'infamie, dans la culture de la Rome antique, était la dégradation de l'honneur civil, consistant en la perte, devant la société ou même légalement, de la réputation ou du discrédit dans lequel tombait le citoyen romain. Le recensement a été effectué par le magistrat compétent (le censeur romain). C'est ainsi qu'on l'a qualifié d'« infamis ». En effet, le terme de l'infamie consiste en un jugement sur la "fama", la réputation des hommes ou des femmes, construit par le regard de la société et régulé par la justice à partir du XIIème siècle. Depuis l’ostracisme athénien jusqu’à l’indignité nationale de la Libération, l’infamie est une marque que l’État inflige à ceux qui méritent l’exclusion de la cité.

## Droit romain
Une partie importante du statut d'un citoyen romain était son « existimatio », ou le cachet de fierté qu'il affichait devant la société ; et c'est cette estime dans laquelle la société romaine l'avait qui fut affectée par le fait d'être qualifié d'infâme. Bien que l'infamie ne comporte pas d'empêchement explicite selon la loi, dans la pratique, elle limite tacitement le citoyen dans de nombreux domaines de la vie juridique et sociale ; ne pas pouvoir, par exemple, voter aux élections ni accéder à des postes élus par le peuple ou exercer une tutelle ou une curatelle.
Deux types d'infamie étaient distingués en droit romain :
- Infamy iuris : C'était ce qui se produisait à la suite d'une poursuite devant un tribunal pour avoir agi de manière malveillante ou avoir comploté frauduleusement une tromperie contre autrui.
- Facti infamie : Cette infamie qui est obtenue pour le seul fait d'avoir accompli un acte contraire à la morale, à l'ordre public et aux bonnes mœurs, par exemple, le cas de la femme adultère.

## Judaïsme
- Le « fils rebelle » s'inscrit dans la casuistique juive Talmud, dérivée elle-même du Pentateuque. Dans la tradition rabbinique, « le fils rebelle est celui qui [à l'âge de conscience] boit du vin et mange de la viande ensemble [dans la même bouchée] ». Dans la tradition éthique, c'est lui qui est pécheur et qui se moque de quiconque. Son châtiment correspond précisément aux « coups, sauf un... pour ne pas se mettre en colère » décrits encore dans le Pentateuque et discutés dans la Torah orale. C'est le fils dont on dit qu'il est la honte de sa mère... D'où la corrélation entre « infamie » et « plaisanterie » dans le Judaïsme[3].

- En yiddish le « Juzpah » - (he) חֻצְפָּה : le Juzpah est un cas de plus qui, allusivement « après avoir tué son père et sa mère, semble demander aux juges de se rendre compte... qu'il est orphelin..." Cela représente l'insolence au maximum puisqu'il n'y a aucune comparaison qui puisse soutenir à la fois son arrogance et sa bêtise éhontée. Le plus grave reste que le Juzpah n'a pas du tout conscience de sa propre méchanceté et se comporte généralement comme le guide potentiel incontesté de la victime qui se trouve devant lui.